# André-Hubert Fournet

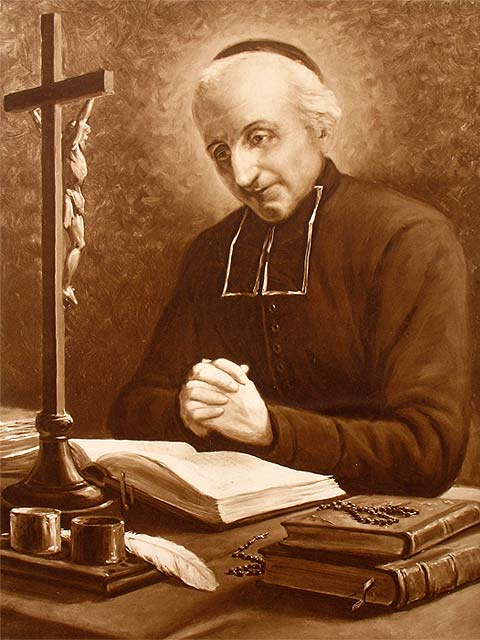
André-Hubert Fournet

André-Hubert Fournet (dt.: Andreas Hubert Fournet) (* 6. Dezember 1752 in Saint-Pierre-de-Maillé, Frankreich; † 13. Mai 1834 in La Puye, Frankreich) war katholischer Priester und Gründer der Kongregation der Kreuztöchter vom heiligen Andreas. Er wurde von der römisch-katholischen Kirche heiliggesprochen.

## Leben
André-Hubert Fournet empfing im Jahr 1776 die Priesterweihe und wurde Pfarrer in Saint-Pierre-de-Maillé. Nach dem Ausbruch der Französischen Revolution verweigerte er den Eid auf die Zivilkonstitution, übte aber weiterhin seinen priesterlichen Dienst aus. 1792 befahl ihm sein Bischof, nach Spanien zu fliehen. Er kam 1797 nach Frankreich zurück und gründete 1807, stark von der heiligen Johanna Elisabeth Bichier des Ages beeinflusst, die Kongregation der Kreuztöchter vom heiligen Andreas (Andreas-Schwestern), die sich dem Unterrichten und der Krankenpflege widmeten. Fournet war bis 1832 Superior dieser Kongregation.
André-Hubert Fournet wurde am 16. Mai 1926 durch Papst Pius XI. selig- und am 4. Juni 1933 durch Papst Pius XI. heiliggesprochen. Sein Gedenktag ist der 13. Mai.